# Amalia Heller
Amalia del Carmen Heller Gómez (Caracas, 13 de abril de 1951) es una locutora, animadora y exreina de Belleza Venezolana conocida por su participación en el Miss Venezuela 1972 y su destacada labor como radiodifusora en Venezuela.

## Biografía
Es hermana de Salomón Heller, el primer hombre que operó a una Miss Venezuela (Mariza Pineda), a los 14 años fue reina de un crucero y en una fiesta en la cual acompañó a su hermano conoce al señor Osmel Sousa quién la invitó a participar en el Miss Venezuela, portando la bandad del Estado Sucre se convierte en la Primera Finalista, a pesar de ser la más promocionada ese año, viajó al Miss Mundo 1972 siendo su compañera de cuarto Lynda Carter Miss Usa, pasó sin pena ni gloria ya que no clasificó en el certamen, después de llegar a Venezuela entregó su título a Edicta García y ese mismo año fundó una emisora la cual preside y conduce llamada Mágica 99.1 fm ubicada en el CCCT, se casó en 1974 con Leonardo Ron Pedrique, con quien tuvo dos hijos, culminó sus estudios y se graduó como Comunicadora Social en 1975, después conduciría varios programas de televisión en el Canal Venezolana de Televisión y ha sido reconocida por su destacada labor en los medios de comunicación.
Actualmente reside en Caracas y tiene un programa en su emisora llamado La Magia de Amalia Heller.

## Premios
- Sol de Oriente
- Guiacaipuro de Oro
- Meridiano de Oro
- Mara de Oro

## Cronología
| Predecesor: Ana María Padrón | Miss World Venezuela 1972 | Sucesor: Edicta García |

- Datos: Q21693936